# Хрустальне (Калінінградська область)
Хрустальне (рос. Хрустальное) — селище Славського району, Калінінградської області Росії. Входить до складу Ясновського сільського поселення.
Населення — 155 осіб (2015 рік).

## Населення
| 2002 | 2010 |
| ---- | ---- |
| 162  | ↘155 |